# ديريك نولان
ديريك نولان (بالإنجليزية: Derek Nolan)‏ هو سياسي أيرلندي، ولد في 1982 في غالواي في جمهورية أيرلندا. حزبياً، نشط في حزب العمال (جمهورية أيرلندا). في الانتخابات العمومية الأيرلندية 2011 ‏، انتخب نائب دييل عن دائرة غالوي وست ‏ وقد انضم خلال فترته النيابية ‏ (9 مارس 2011 – 3 فبراير 2016)  للكتلة البرلمانية حزب العمال (جمهورية أيرلندا).